# Петри, Алистер
Алистер Петри (англ. Alistair Petrie; род. 30 сентября 1970 года, Каттерик, Северный Йоркшир, Англия) — британский актёр, сыграл в фильмах «Гонка», «Облачный атлас», «Герцогиня» и в сериалах «Шерлок», «Утопия», «Ночной администратор».

## Личная жизнь
Петри женат на актрисе Люси Скотт, у них трое сыновей.

## Фильмография
| Год  |     | Русское название                    | Оригинальное название | Роль                                                                    |
| ---- | --- | ----------------------------------- | --------------------- | ----------------------------------------------------------------------- |
| 1997 | ф   | Миссис Даллоуэй                     | Mrs Dalloway          | Херберт                                                                 |
| 2005 | ф   | Человек человеку                    | Man to Man            | Бекинсейл                                                               |
| 2007 | ф   |                                     | The Mark of Cain      | майор Род Гильхрист                                                     |
| 2008 | ф   | Ограбление на Бейкер-стрит          | The Bank Job          | Филип Лайл                                                              |
| 2008 | ф   | Герцогиня                           | The Duchess           | Хитон                                                                   |
| 2008 | ф   | Сборище любителей                   | A Bunch of Amateurs   | Руперт Твист                                                            |
| 2010 | ф   | Дьявольские игры                    | Devil's Playground    | Энди Биллинг                                                            |
| 2012 | ф   |                                     | Metamorphosis         | супервайзер                                                             |
| 2012 | ф   | Облачный атлас                      | Cloud Atlas           | гость на ужине Хаскелла Мура / музыкант / Феликс Финч / посетитель кафе |
| 2012 | ф   | Прах                                | Ashes                 | доктор Берроуз                                                          |
| 2013 | ф   | Гонка                               | Rush                  | Стирлинг Мосс                                                           |
| 2013 | ф   | Вендетта                            | Vendetta              | Спенсер Холланд                                                         |
| 2014 | ф   | Лицо ангела                         | The Face of an Angel  | Стив                                                                    |
| 2014 | ф   | Версальский роман                   | A Little Chaos        | Де Виль                                                                 |
| 2014 | с   | Шерлок                              | Sherlock              | майор Шолто                                                             |
| 2015 | ф   |                                     | Kicking Off           | Энтони Грейвз                                                           |
| 2015 | ф   | Виктор Франкенштейн                 | Victor Frankenstein   | главный инспектор                                                       |
| 2016 | кор |                                     | God's Kingdom         | Александр                                                               |
| 2016 | ф   | Изгой-один. Звёздные войны: Истории | Rogue One             | генерал Дрейвен                                                         |
| 2017 | ф   | Хэмстед                             | Hampstead             | Стив Кроули                                                             |
| 2019 | с   | Половое воспитание                  | Sex Education         | Мистер Грофф                                                            |
| 2019 | ф   | Хеллбой                             | Hellboy               | лорд Адам Гларен                                                        |